# Kemal Kurspahić
Kemal Kurspahić (Mrkonjić Grad, 1º dicembre 1946 – Washington, 17 settembre 2021) è stato un giornalista bosniaco.
Fu caporedattore del quotidiano The Connection, che ha sede ad Alexandria, nello Stato della Virginia, USA. Kurspahić è stato inoltre presidente e fondatore dell'Istituto Media in Democracy, attivo nella promozione del giornalismo di qualità in paesi che attraversano la fase post-conflitto o la transizione verso regimi democratici. Ha ottenuto riconoscimento internazionale per aver ricoperto il ruolo di caporedattore del quotidiano bosniaco Oslobođenje a Sarajevo, nel periodo 1989-1994.

## Inizi
Kurspahić nacque in Bosnia ed Erzegovina. Ha frequentato le scuole elementari in Bosnia e in Croatia, completando le scuole superiori a Sanski Most, in Bosnia. Ha conseguito la laurea presso la Facoltà di Legge dell'Università di Belgrado, lavorando nel frattempo come freelance. È stato redattore del settimanale belgradese "Student" nel periodo dei movimenti studenteschi del 1968 per poi diventare redattore della sezione sportiva e corrispondente da Belgrado per il quotidiano bosniaco Oslobođenje. In questo ruolo, coprì eventi sportivi quali i Giochi Olimpici di Monaco nel 1972, Lake Placid nel 1980, Los Angeles nel 1984 e il Campionato mondiale di calcio in Germania nel 1974.

## Carriera
Kurspahić è stato corrispondente da New York per Oslobođenje fra il 1981 e il 1985, per poi diventare caporedattore a partire dal 1989. In questo ruolo ha guidato il giornale attraverso molte battaglie per la libertà di stampa: la liberazione del quotidiano dal controllo esercitato dal partito unico, 1989-1991; la difesa dalle influenze da parte delle forze nazionaliste, supportata dalla sentenza della Corte Costituzionale, nel 1991, che si pronunciò a favore dell'indipendenza della testata; infine, la vittoria più grande per il quotidiano fu quella di riuscire ad essere pubblicato ogni giorno durante l'assedio di Sarajevo, fra il 1992 e il 1995. La testata Oslobođenje e Kurspahic stesso sono stati insigniti di alcuni fra i riconoscimenti più significativi nell'ambito giornalistico per aver tenuto fede ad un orientamento di tolleranza culturale e religiosa durante i terribili anni dell'assedio.
Ha pubblicato numerosi articoli su quotidiani internazionali fra i quali The New York Times, The Washington Post, The International Herald Tribune, The Los Angeles Times, Die Zeit, El Pais, Neue Zuercher Zetung. Ha tenuto lezioni e seminari in alcune università americane, fra le quali Harvard, Yale, Columbia, Cornell, Stanford, Duke, Brown, e American University.

## Diplomazia
Per cinque anni e mezzo, fra il 2001 e il 2006, Kurspahić ha lavorato per l'Ufficio delle Nazioni Unite per il controllo della droga e la prevenzione del crimine, prima come portavoce a Vienna e poi come rappresentante regionale per l'area dei Caraibi. Ha ricoperto la carica di portavoce in occasione della firma della Convenzione delle Nazioni Unite contro la Corruzione a Mérida, nel 2003. Mentre era in servizio nella regione dei Caraibi, ha collaborato con i governi dei paesi dell'area per promuovere la cooperazione finalizzata alla lotta contro il traffico di droga e il crimine organizzato.

## Libri
Ha pubblicato quattro libri:
- La casa Bianca, nel 1984, sulle elezioni presidenziali negli Stati Uniti (Oslobodjenje, Sarajevo, 1994)
- Lettere dalla guerra, il primo libro uscito a Sarajevo durante l'assedio (Ideje, Sarajevo, 1992)
- Finché Sarajevo esiste (Pamphleteer's Press, 1997)[6]
- Prime Time Crime: Balkan Media in War and Peace (US Institute of Peace Press, 2003).[7]

Quest'ultimo libro è stato pubblicato anche in Bosnia e Serbia con il titolo "Zlocin u 19:30 – Balkanski mediji u ratu i miru" (Media Center, Sarajevo, 2003, and Dan graf, Belgrado, 2004). Ha inoltre contribuito ad altri volumi fra i quali Why Bosnia?

## Premi e riconoscimenti
Kurspahić ha ricevuto numerosi e prestigiosi riconoscimenti, che includono:
- Il premio Erhard Busek insignito dalla South East Europe Media Organisation, per aver contribuito ad una migliore conoscenza della regione (SEEMO – Vienna, 2003)[8]
- World Press Freedom Hero (International Press Institute - Vienna, Austria, 2000);[9]
- 1993 International Editor of the Year (World Press Review - New York);[10]
- 1992 Courage in Journalism Award in 1992 (International Women's Media Foundation - Washington, D.C.);[11]
- 1993 Bruno Kreisky Award for Human Rights (Dr Bruno Kreisky Foundation - Vienna, Austria).[12]